# Willemit
Das Mineral Willemit, auch unter seiner veralteten, bergmännischen Bezeichnung Belgit bzw. als Hebertin oder Villemit bekannt, ist ein relativ selten vorkommendes Inselsilikat aus der Phenakitgruppe. Er kristallisiert im trigonalen Kristallsystem mit der chemischen Zusammensetzung Zn2[SiO4] und entwickelt meist prismatische, tafelige Kristalle, aber auch radialstrahlige, körnige Aggregate von weißer, roter oder grüngelber Farbe. Auch farblose Kristalle sind bekannt.

## Besondere Eigenschaften

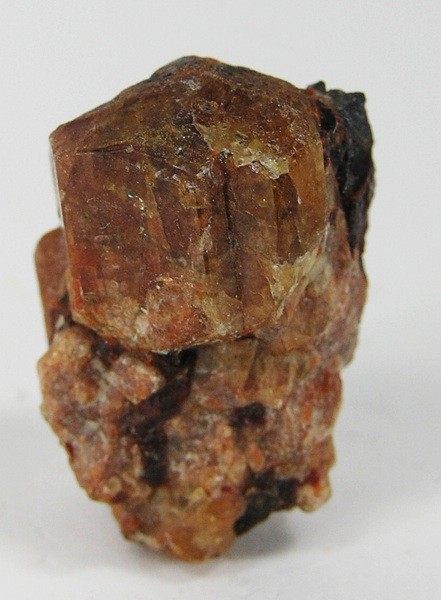
Orange-brauner Willemit-Kristall im Tageslicht…

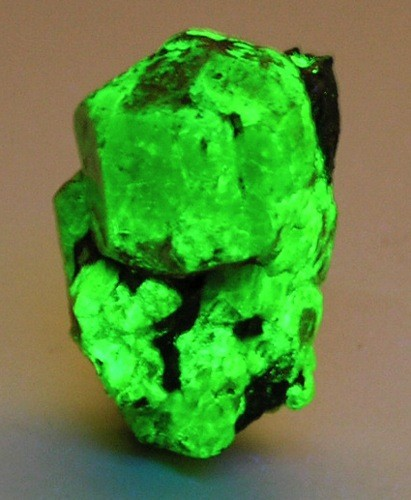
…und unter UV-Licht

Herausragende Eigenschaft des Willemits ist seine starke, hellgrüne Fluoreszenz unter kurz- und langwelligem UV-Licht sowie bei Bestrahlung mit Elektronenstrahlen. Daher wurde er vielfach als Leuchtstoff für sogenannte magische Augen, eine inzwischen veraltete optische Anzeigeröhre in der Radiotechnik, verwendet. Zu beachten ist allerdings, dass die Stärke der Fluoreszenz je nach Fundort großen Schwankungen unterliegt. So gehören die Mineralfundstücke von Franklin Hill und Sterling Hill in New Jersey mit zu den am kräftigsten fluoreszierenden. Die von der Metamorphose (siehe auch Abschnitt Bildung und Fundorte) nicht erfassten Willemite im so genannten „Eisernen Hut“ zeigen dagegen keinerlei Fluoreszenz.
Willemit hat eine Mohshärte von 5,5 und eine Dichte von 3,9 bis 4,2 g/cm3. Die durchsichtigen bis undurchsichtigen Kristalle zeigen auf den Flächen Harz- bis Glasglanz.

## Etymologie und Geschichte
Willemit wurde zu Ehren von Wilhelm I. (1772–1843, König der Niederlande) nach diesem benannt. Erstmals gefunden wurde das Mineral 1830 in Kelmis (früher auch als Altenberg und vor allem wegen der dort ansässigen Zinkmine und -gießerei Vieille Montagne) und beschrieben durch Armand Lévy.

## Klassifikation
Nach der alten (8. Auflage) und neuen Systematik der Minerale (9. Auflage) nach Strunz gehört der Willemit zu den Inselsilikaten (Nesosilikate). In der neuen Systematik ist diese Abteilung jedoch noch weiter unterteilt worden und das Mineral jetzt in der Unterabteilung der Inselsilikate ohne weitere Anionen mit Kationen in tetrahedraler [4]-Koordination zu finden.
Die Systematik der Minerale nach Dana ordnet den Willemit ebenfalls in die Abteilung der Inselsilikate ein. Die Unterabteilung grenzt jedoch nur die Anordnung der Kationen ein, die in [4]-Koordination angeordnet sind. In der Dana-Systematik bilden die Minerale Willemit, Eukryptit und Phenakit die Phenakit-Gruppe.

## Modifikationen und Varietäten
Zurzeit (Stand 2008) sind zwei Varietäten des Willemit bekannt: Der mit 25,4 % Cobalt(II)-oxid (CoO) angereicherte Xingshaoit und der manganhaltige Troostit.

## Bildung und Fundorte
Willemit bildet sich entweder als Sekundärmineral in Zink-Lagerstätten oder durch Metamorphose in Marmor. Begleitminerale sind unter anderem Cerussit, Duftit, Glaukochroit, Hemimorphit, Franklinit, Malachit, Mimetesit, Nasonit, Rosasit, Smithsonit und Zinkit.
Fundorte sind neben seiner Typlokalität Kelmis unter anderem noch San Luis in Argentinien; Süd- und West-Australien; die Provinzen Lüttich und Limburg in Belgien; Hessen, Niedersachsen, Nordrhein-Westfalen und Sachsen in Deutschland; Ligurien, Sardinien und die Toskana in Italien; Québec, Neufundland und Labrador in Kanada; Katanga in der Demokratischen Republik Kongo; Grootfontein und Tsumeb in Namibia; Kärnten in Österreich; Dalarna, Värmland und Västmanland in Schweden; sowie verschiedene Regionen in den USA.

## Kristallstruktur
Willemit kristallisiert im trigonalen Kristallsystem in der Raumgruppe R3 (Raumgruppen-Nr. 148) mit den Gitterparametern a = 13,94 Å und c = 9,31 Å sowie 18 Formeleinheiten pro Elementarzelle.